# 明日があるさ THE MOVIE マイエナジーセレクトトラック
『明日があるさ THE MOVIE マイエナジーセレクトトラック』（あしたがあるさ・ザ・ムービー・マイエナジーセレクトトラック）は、Re:Japanのコンピレーション・アルバム。

## 概要
「明日があるさ THE MOVIE」に出演するRe:Japanのメンバー11人と同映画の監督を務めた岩本仁志の12人による「元気が出る曲」を一曲ずつ選曲した映画発のコンピレーション・アルバム。
「明日があるさ THE MOVIE」オリジナルサウンドトラックと同時発売。CCCD。

## 収録曲
1. 明日があるさ / Re:Japan
本作の主題歌。
2. 大空と大地の中で / 松山千春
浜田雅功選曲。
3. トランジスタ・ラジオ / RCサクセション
岩本仁志選曲。
4. 君に、胸キュン。 / イエロー・マジック・オーケストラ
東野幸治選曲。
5. WOW WAR TONIGHT 〜時には起こせよムーヴメント / H Jungle With t
遠藤章造選曲。
6. ボトル二本とチョコレート / BEGIN
田中直樹選曲。
7. ラ・セゾン / アン・ルイス
藤井隆選曲。
8. 存在 / 田村亮
田村亮選曲。
9. C-Girl / 浅香唯
田村淳選曲。
10. 炎の聖書 / クラッシュギャルズ
山田花子選曲。
11. 勝手にしやがれ / 沢田研二
間寛平選曲。
12. カモンナ・マイ・ハウス / 江利チエミ
花紀京選曲。
13. UFO / ピンク・レディー
松本人志選曲。